# سد کارده
سد کارده در ۵۰ کیلومتری شمال مشهد در روستا کارده قرار دارد.

## اهداف سد
اهداف تأمین آب برای اراضی کشاورزی موجود در پایین دست سد بدون توسعۀ بیشتر کشاورزی و آبرسانی به شهر مشهد از محل سیلاب‌هایی که پیش از احداث سد به صورت غیرقابل استفاده در رودخانه جریان داشته، ساخته شده و حجم مفید مخزن آن معادل ۲۷ میلیون مترمکعب می‌باشد. رودخانۀ کارده با آب دائمی و مناظر زیبای طبیعی، یکی از بهترین تفریحگاه‌های خوش آب و هوای مشهد می‌باشد.